# Paramuricea atlantica
Paramuricea atlantica är en korallart som först beskrevs av Johnson 1862.  Paramuricea atlantica ingår i släktet Paramuricea och familjen Plexauridae. Inga underarter finns listade i Catalogue of Life.